# Ани Жирардо
Ани Сузан Жирардо (фр. Annie Suzanne Girardot; 25. октобар 1931 — 28. фебруар 2011) била је француска глумица. Глумила је у југословенском филму „Биће скоро пропаст света" улогу учитељице Резе.
После неколико незапажених улога, постала је позната 1960. године играјући у филму Лукина Висконтија Роко и његова браћа улогу проститутке Нађе. Након тога, наступала је и у филмовима Марка Ферерија, Роже Вадима, Марија Моничелија, Марсела Карнеа, Александра Саше Петровића и Клода Лелуша.